# Jacques Pirenne

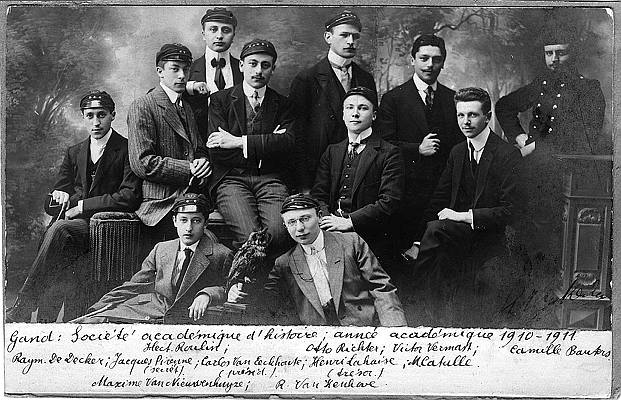
Jacques Pirenne, (2e van links op de tweede rij) op een groepsfoto van de studentenvereniging Société Académique d'Histoire.

Jacques Philippe Pirenne (Gent, 26 juni 1891 - Hierges (Ardennes, Frankrijk), 7 september 1972) was een Belgisch hoogleraar, historicus, rechtshistoricus, egyptoloog en secretaris van koning Leopold III.

## Familie
Jacques Pirenne was de zoon van de vermaarde historicus en hoogleraar Henri Pirenne en van Jenny Vanderhaeghen. Hij had drie broers:
- Henri-Edouard Pirenne (Gent, 18 oktober 1888 - Ukkel, 28 mei 1935), die hoogleraar was in de wijsbegeerte aan de Universiteit van Gent;
- Pierre Pirenne (Gent, 19 januari 1895 - aan de IJzer, 3 november 1914) die student fysica en wiskunde was, oorlogsvrijwilliger werd en sneuvelde in de eerste maanden van de oorlog;
- Robert Pirenne (Gent, 28 december 1900 - Ukkel, 22 april 1931) die substituut van de procureur des Konings in Brussel was.

Jacques was de enige die zijn vader overleefde. Hij trouwde in 1915 in Neuilly-sur-Seine met Adrienne Van Lancker (Gent, 1890 - Knokke, 1964) en ze hadden twee zoons. De jongste, Jacques-Henri Pirenne (1918-1993) werd eveneens historicus en publiceerde, zoals zijn vader en grootvader, brede historische overzichtswerken.
Op 23 januari 1951 werd Jacques Pirenne in de erfelijke adelstand opgenomen met de overdraagbare titel van graaf.

## Beroepsloopbaan
Pirenne studeerde aan de universiteit van Gent van 1909 tot 1914. Hij behaalde het diploma van doctor in de wijsbegeerte en letteren (geschiedenis) met een thesis gewijd aan de financiële politiek van de hertogen van Bourgondië. Tijdens de Eerste Wereldoorlog werd hij in Le Havre ook nog doctor in de rechten (gevalideerd door de Gentse universiteit in 1918).
In 1914 ging Pirenne als oorlogsvrijwilliger aan de slag bij de topografische dienst van het leger. In 1916 werd hij bij een regiment artillerie ingedeeld.
Na de oorlog schreef hij zich in aan de balie van Brussel en begon hij aan zijn stage bij Paul Hymans. Hij bleef advocaat tot in 1940.
In 1921 werd hij hoogleraar rechtsgeschiedenis aan de ULB. Hij gaf ook les in politieke geschiedenis aan de kroonprins, de latere Leopold III.
Op geschiedkundig vlak ontwikkelde Pirenne zich tot brede historicus, in de traditie van zijn vader, maar tevens, met de aanmoediging van Jean Capart, tot egyptoloog, een discipline waar Belgische geleerden tijdens het interbellum zeer actief in waren. Hij werd voorzitter van de Société belge d'études orientales.
In 1940 vluchtte hij naar Frankrijk. Hij werd docent aan de universiteit van Grenoble. In 1941 trok hij naar Genève en werd er benoemd aan de universiteit. In november 1944 was hij weer in België en hernam hij zijn cursussen aan de ULB. Hij werd er voorzitter van de Faculteit Wijsbegeerte en Letteren. In 1945 werd hij lid van de Koninklijke Academie van België.

## Strijd voor tweetaligheid in Vlaanderen

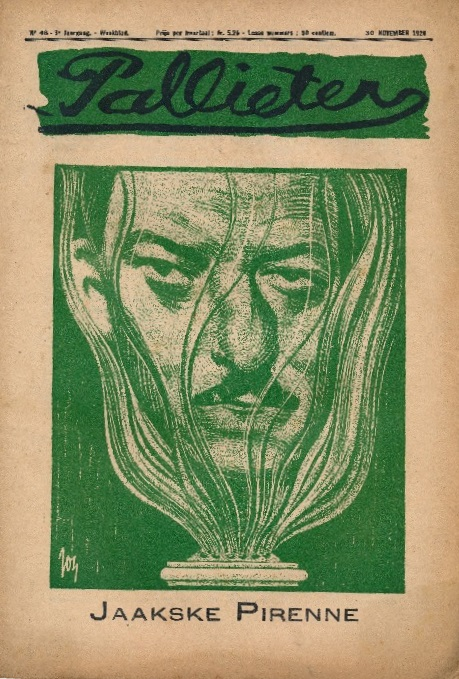
"Jaakske Pirenne"
(spotprent door Jos De Swerts 1924)

Na de Eerste Wereldoorlog bevonden Henri en Jacques Pirenne zich in het kamp van diegenen die de tweetaligheid in Vlaanderen wilden behouden. Henri Pirenne zat, omwille van zijn oppositie tegenover de Von Bissinguniversiteit, twee jaar in gevangenschap in Duitsland. Hij kwam er vastberadener dan ooit uit terug.
Onmiddellijk na de oorlog sloot Jacques Pirenne zich aan bij het Comité de Politique nationale van Pierre Nothomb. Hij stelde het binnenlands programma op van deze groep, waarbij aangedrongen werd op een totale vrijheid van taalkeuze. Dit moest er in de praktijk op neerkomen dat Wallonië eentalig Frans en Vlaanderen tweetalig bleef. Het Comité nam in 1921 aan de wetgevende verkiezingen deel, maar leed een zware nederlaag. Pirenne verliet de groep in 1924.
Vanaf 1922 werd Pirenne secretaris-generaal van de door zijn vader voorgezeten Nationale Liga voor de Verdediging van de Universiteit van Gent en van de Taalvrijheid. De strijd voor het behoud van een Franstalige universiteit in Gent werd verloren, zelfs twee naast elkaar opererende universiteiten in elke landstaal kwamen er niet. In 1930 werd tot een uitsluitend Nederlandstalige universiteit beslist.
Met de Ligue nationale pour l'Unité belge streed Pirenne tegen de vernederlandsing in het leger, het gerecht en de openbare besturen. Ook hierin haalde hij geen gelijk.

## Secretaris van koning Leopold III
Na de bevrijding van koning Leopold III uit Duitse gevangenschap in 1945, bood Pirenne zich aan om zijn secretaris te worden. De koning aanvaardde dit graag. Niet alleen kon hij Robert Capelle, zijn secretaris van tijdens de oorlog, niet meer behouden, maar Pirenne behoorde tot de vrijzinnige middens die het op de koning gemunt hadden. Hij kon daar dus onder filosofisch gelijkgezinden weerwerk bieden in het voordeel van de koning.
Pirenne nam een zeer strijdvaardige houding aan in het verdedigen van de koning en van diens houding tijdens de bezetting. Hij gaf verschillende boeken en rapporten uit die Leopold III verdedigden en die de stellingen van zijn tegenstrevers aanvielen. Hij schrok er niet voor terug zaken te verzwijgen of te verdraaien als ze niet met zijn thesis overeenkwamen. Zelfs de koning liet aan zijn vroegere secretaris Robert Capelle weten "dat Pirenne niets van een historicus had".
Tot na de ontknoping van de koningskwestie bleef Pirenne Leopold III trouw verdedigen en hij werd er voor bedankt door zijn opname in de adel.

## Publicaties
Een volledige bibliografie van de gepubliceerde geschriften van Pirenne is te vinden in:
- J. GILISSEN, In memoriam Jacques Pirenne, in: Recueils de la Société Jean Bodin, 1973.

Zijn eerste publicatie was een eerbetoon aan zijn gesneuvelde broer:
- Les vainqueurs de l'Yser, 1916. Medeauteurs: Emile Vandervelde en Emile Verhaeren.

### Over de koningskwestie
- De houding van Leopold III van 1936 tot de Bevrijding, Brussel, 1949
- Dossier du roi Leopold III, z. pl., z. d.

### Historische werken
- Les grands courants de l'histoire universelle,
  - tome I Des origines à l'Islam, Parijs, 1947
  - tome II De l'expansion musulmane aux traités de Westphalie, Parijs, 1948
  - tome III Des traités de Westphalie à la Révolution française, Parijs 1948
  - tome IV De la révolution française aux révolutions de 1830, Parijs, 1951.
  - tome V: De 1830 à 1904
  - tome VI: De 1904 à 1939
  - tome VII: 1939 à nos jours, Neuchâtel, Edtions de la Baconnière, 1948-1959.

Dit aanzienlijke werk werd in verschillende talen vertaald, onder meer:
- The tides of history, Taylor & Francis Group, 1962 en 2006

### Oude beschavingen
- Histoire des institutions et du droit privé dans l'ancienne Egypte, Brussel, 1933-1935
- La civilisation babylonienne, 1945
- La Religion et la morale dans l'égypte antique, Brussel, 1965
- La société hébraïque d'après la Bible
- Civilisations antiques, Parijs
- La civilisation sumérienne
- Histoire de la civilisation de l'Egypte ancienne, 3 volumes, Parijs, 1961-1963
- Le statut de la femme dans la civilisation hébraïque
- La preuve dans la civilisation de l'Egypte antique - Extrait des Recueils…
- Les Institutions du Peuple hébreu

### Politieke en polemische werken
- Le procès des déportés belges contre le Reich allemand, Brussel, 1924
- La législation et l'administration allemande en Belgique, Brussel, 1925
- Les archives du Conseil de Flandre (Raad van Vlaanderen) publiées par la Ligue nationale pour l'unité belge, Brussel, 1928
- Documents pour servir à l'histoire de la guerre en Belgique, Brussel, 1928.
- Il faut doter le pays d'un statut linguistique, Brussel, 1929
- Men moet het land met een taalstatuut begiftigen, Brussel, 1929
- Aperçu historique sur l'activisme, Brussel, 1929
- La Belgique devant le nouvel équilibre du monde, Neuchâtel, 1944
- Mémoires et notes politiques, Verviers, 1975

### Dagboek over de Koningskwestie
- Journal de la Question royale, 3 dln., 1945-1951 (online via Rijksarchief)